# Jungfruskålsnäcka
Jungfruskålsnäcka (Tectura virginea) är en snäckart som först beskrevs av O. F. Mueller 1776. Enligt Catalogue of Life ingår Jungfruskålsnäcka i släktet Tectura och familjen Lottiidae, men enligt Dyntaxa är tillhörigheten istället släktet Tectura och familjen Acmaeidae. Arten är reproducerande i Sverige. Inga underarter finns listade i Catalogue of Life.